# Falco (állatnem)
A Falco a madarak osztályának a sólyomalakúak (Falconiformes) rendjébe és a sólyomfélék (Falconidae) családjába tartozó nem.

## Rendszerezésük
A nemet Carl von Linné svéd természettudós írta le 1758-ban, az alábbi fajok tartoznak ide:
- karvalyvércse (Falco zoniventris)
- fehérkarmú vércse vagy kis vércse (Falco naumanni)
- rókavércse (Falco alopex)
- szavannavércse (Falco rupicoloides)
- Seychelle-szigeteki vércse (Falco araeus)
- madagaszkári vércse (Falco newtoni)
- réunioni vércse (Falco duboisi)[1] – kihalt, 1700 körül
- mauritiusi vércse (Falco punctatus)
- északi sólyom (Falco rusticolus)
- szunda vércse (Falco moluccensis)
- vörös vércse (Falco tinnunculus)
- ausztrál vércse (Falco cenchroides)
- tarka vércse (Falco sparverius)
- kék vércse (Falco vespertinus)
- amuri vércse (Falco amurensis)
- kis sólyom (Falco columbarius)
- szürke vércse (Falco ardosiaceus)
- hamvasfejű vércse (Falco dickinsoni)
- hosszúlábú sólyom (Falco berigora)
- denevérsólyom (Falco rufigularis)
- rozsdásmellű sólyom (Falco deiroleucus)
- ausztrál kabasólyom (Falco longipennis)
- keleti kabasólyom (Falco severus)
- Eleonóra-sólyom vagy kormos sólyom (Falco eleonorae)
- hamvas sólyom (Falco concolor)
- kabasólyom (Falco subbuteo)
- afrikai kabasólyom (Falco cuvierii)
- új-zélandi sólyom (Falco novaeseelandiae)
- Aplomodo-sólyom (Falco femoralis)
- vörösnyakú sólyom vagy  vörösfejű sólyom (Falco chicquera)
- prérisólyom (Falco mexicanus)
- Falco hypoleucos
- Taita-sólyom (Falco fasciinucha)
- vándorsólyom (Falco peregrinus)
- sivatagi sólyom vagy berber sólyom (Falco pelegrinoides)
- Feldegg-sólyom (Falco biarmicus)
- indiai sólyom (Falco jugger)
- fekete sólyom (Falco subniger)
- északi sólyom (Falco rusticolus)
- kerecsensólyom (Falco cherrug)